# ستايسي هربرت
ستايسي هربرت (بالإنجليزية: Stacy Herbert)‏ هي مقدمة تلفزيونية ومنتجة أفلام أمريكية، ولدت في 12 مارس 1968 في هنتنغتون في الولايات المتحدة.

## وصلات خارجية
- ستايسي هربرت على موقع IMDb (الإنجليزية)
- ستايسي هربرت على موقع قاعدة بيانات الفيلم (الإنجليزية)